# Jesus expulsando os vendilhões

Jesus expulsando os vendilhões (antes de 1570). Por El Greco, atualmente na National Gallery of Art, em Washington D.C..

Jesus expulsando os vendilhões ou Jesus expulsando os cambistas, episódio conhecido também como limpeza do Templo, é um dos eventos do ministério de Jesus narrado nos quatro evangelhos canônicos do Novo Testamento.
Neste episódio, Jesus e seus discípulos viajam a Jerusalém para a Pessach (a Páscoa judaica) e lá ele expulsa os cambistas do Templo de Jerusalém (o Templo de Herodes ou "Segundo Templo"), acusando-os de tornar o local sagrado em um covil de ladrões através de suas atividades comerciais. No Evangelho de João, Jesus se refere ao Templo como "casa de meu Pai", clamando para si assim o título de Filho de Deus.
Este é o único relato de Jesus utilizando-se de força física nos evangelhos. A narrativa ocorre perto do final dos evangelhos sinóticos (em Marcos 11:15–19; Mateus 21:12–17 e Lucas 19:45–48) e perto do início do Evangelho de João (em João 2:13–16), o que leva alguns acadêmicos a postularem que se trata, na verdade, de dois eventos separados, uma vez que João relata mais de uma Páscoa.

## Representação nos evangelhos

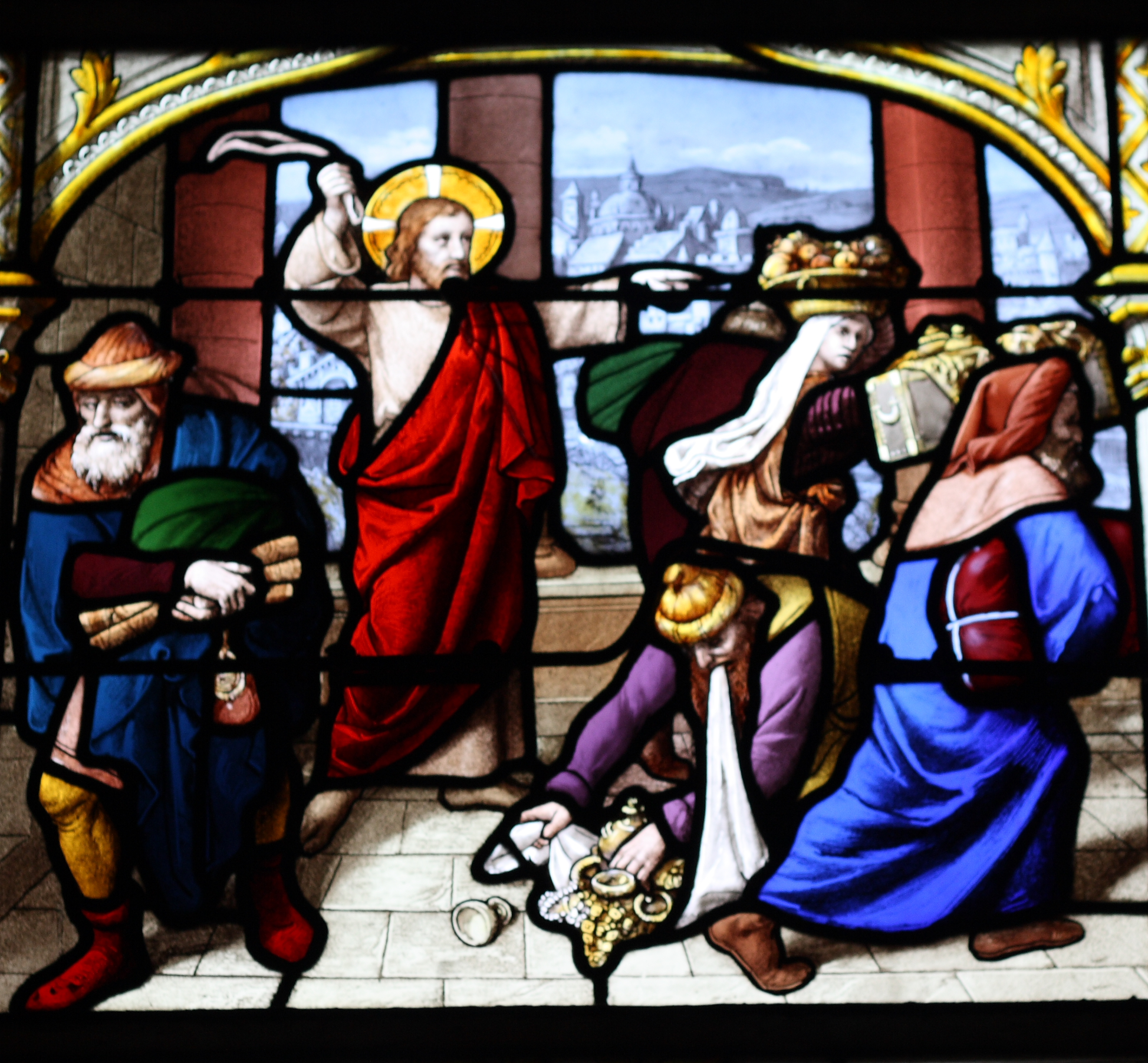
Jesus expulsando os vendilhões.
Vitral na Igreja de Saint-Aignan de Chartres, em Chartres, na França.

O relato se inicia afirmando que Jesus visitou o Templo de Jerusalém, o Templo de Herodes, cujo pátio é descrito como repleto de animais e mesas dos cambistas, que trocavam o dinheiro padrão grego e romano por dinheiro hebraico e de Tiro. A cidade estaria lotada com judeus que tinham vindo para a páscoa, algo em torno de 300 000 ou 400 000 peregrinos.
| “ | Fazendo um chicote com algumas cordas, "expulsou a todos do templo, as ovelhas bem como os bois, derramou pelo chão o dinheiro dos cambistas, virou as mesas e disse aos que vendiam as pombas: Tirai daqui estas coisas; não façais da casa de meu Pai uma casa de negócio." | ” |
|   | — João 2:15–16. |   |

| “ | Jesus entrou no templo, expulsou todos os que ali vendiam e compravam, derrubou as mesas dos cambistas, e as cadeiras dos que vendiam as pombas; e disse-lhes: Está escrito: A minha casa será chamada casa de oração; vós, porém, a fazeis covil de salteadores. | ” |
|   | — Mateus 21:12–13. |   |

No Antigo Testamento há uma passagem em Jeremias 7:11, "Esta casa que é chamada do meu nome, porventura se tornou aos vossos olhos um covil de salteadores?". Em João, esta é a primeira de três vezes que Jesus vai a Jerusalém para a Pessach e o evangelista afirma que, durante esse período, ocorreram diversos sinais (não especificados) milagrosos realizados por Jesus, que fizeram as pessoas acreditarem em seu nome, mas o próprio Jesus não confiava neles, porque conhecia a todos (João 2:24).
Em Marcos 12:40 e em Lucas 20:47, Jesus novamente acusa as autoridades do Templo de ladrões e, desta vez, afirma que as viúvas pobres, como vítimas, são a prova. Os vendedores de pombas estavam vendendo os animais que seriam sacrificados pelos pobres que não podiam comprar sacrifícios mais caros e, especificamente, pelas mulheres. De acordo com Marcos 11:16, Jesus proibiu as pessoas de realizarem qualquer tipo de comércio no Templo - uma sanção que certamente arruinaria os sacerdotes.
Mateus afirma que os líderes do Templo questionaram Jesus se ele estava ciente que as crianças gritavam Hosana ao Filho de David, e Jesus respondeu "Sim; nunca lestes: Da boca de pequeninos e crianças de peito tiraste perfeito louvor?" Mateus 21:16, aceitando a aclamação e citando Salmos 8:2.

## Cronologia
Existem debates sobre quando ocorreu a limpeza do Templo e se houve dois eventos separados. Santo Tomás de Aquino e Santo Agostinho concordam que Jesus realizou um ato semelhante duas vezes, com as denúncias menos severas do relato joanino (comerciantes, vendedores) ocorrendo no início do ministério público de Jesus e as denúncias mais severas dos relatos sinópticos ocorrendo imediatamente antes, e de fato acelerando, os eventos da crucificação.

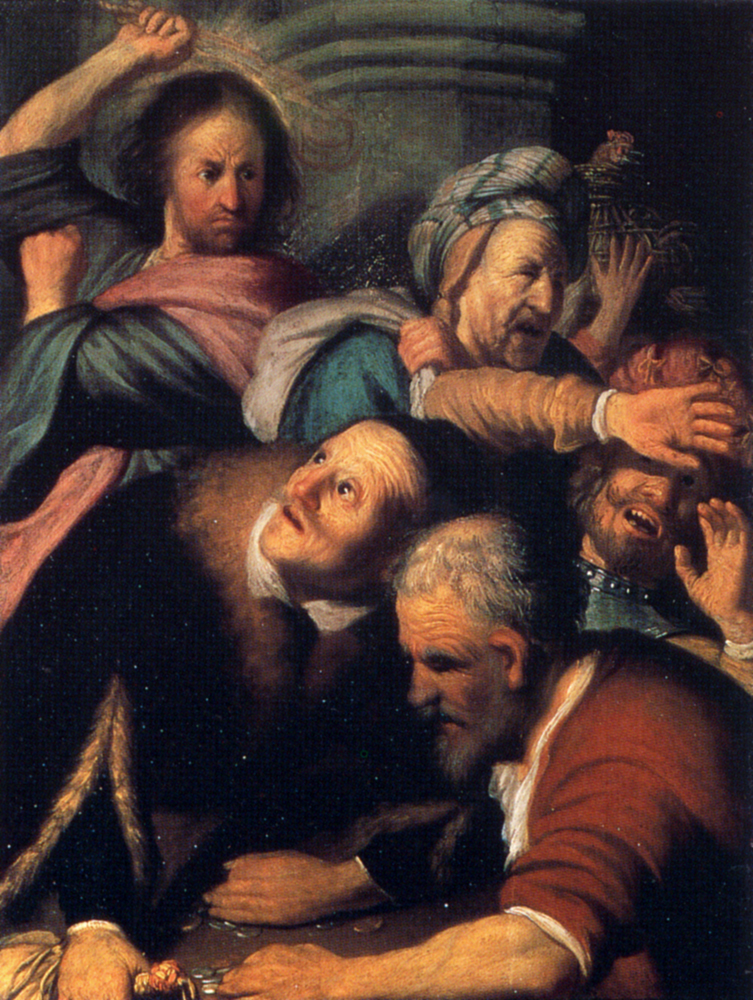
Jesus expulsando os vendilhões.
1626. Por Rembrandt, atualmente em coleção privada.

O episódio da expulsão dos vendilhões no Evangelho de João pode ser correlacionado com outras fontes históricas não-bíblicas a fim de obter uma estimativa da época em que se passou. João 2:13 afirma que Jesus foi ao Templo de Herodes no início do seu ministério e João 2:20 relata que Jesus ouviu: "Em quarenta e seis anos foi edificado este santuário, e tu o levantarás em três dias?" João 2:13.
Nas Antiguidades Judaicas, o historiador judeu do século I Flávio Josefo escreveu que (Ant 15.380) o Templo foi iniciado por Herodes, o Grande, no 15º-18º ano de seu reinado, por volta da época que Augusto visitou a Síria (Ant 15.354). A expansão e reconstrução do Templo estavam em andamento quando ele foi destruído em 70 d.C. pelos romanos. Dado que já haviam se passado quarenta e seis anos, a visita ao Templo no Evangelho de João foi estimada como tendo ocorrido por volta de 27-29 d.C.

## Na arte
A limpeza do Templo é um evento frequentemente representado na Vida de Cristo, sob vários títulos. O pintor espanhol El Greco pintou diversas versões, atualmente em Londres, Madrid, Mineápolis, Nova Iorque e Washington.